# Psychotria cheathamiana
Psychotria cheathamiana är en måreväxtart som beskrevs av Francis Raymond Fosberg. Psychotria cheathamiana ingår i släktet Psychotria och familjen måreväxter. Inga underarter finns listade i Catalogue of Life.